# Lichenophanes marmoratus
Lichenophanes marmoratus là một loài bọ cánh cứng trong họ Bostrichidae. Loài này được Lesne miêu tả khoa học năm 1899.